# Peugeot Boxer
Il Peugeot Boxer è un furgone di grosse dimensioni prodotto dalla casa automobilistica francese Peugeot nello stabilimento Sevel Val di Sangro di Atessa.

## Prima serie

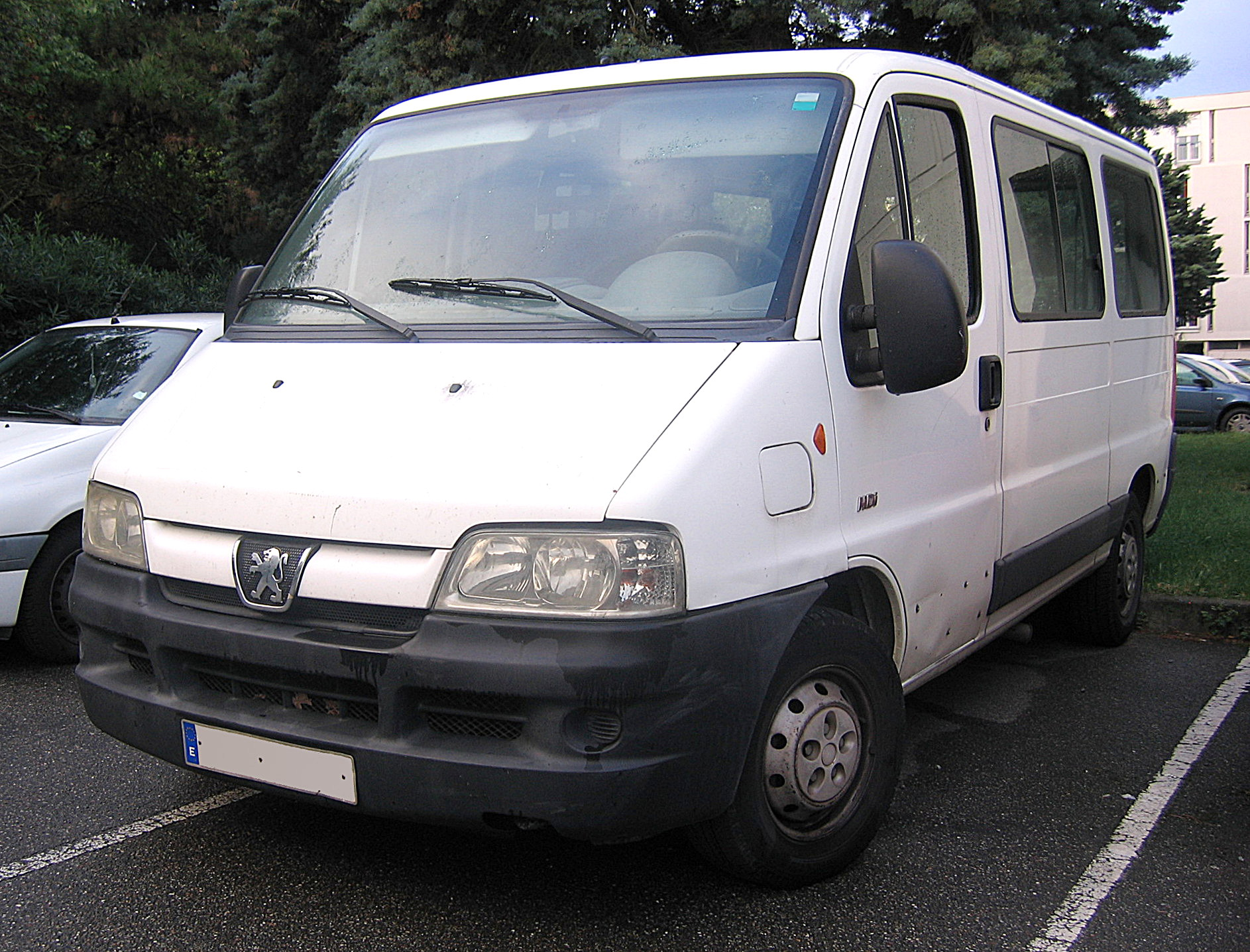
Un Boxer dopo il restyling del 2002

Nato nel 1994 con la collaborazione del gruppo PSA con la FIAT è il gemello del Fiat Ducato e del Citroën Jumper. Era disponibile con i motori Peugeot 2.0 benzina e 2.0TD ma anche coi motori Fiat 2.3TD, 2,5TDI (tolto dalla gamma) e il 2.8TD che sono diventati common rail Hdi nel 2000.

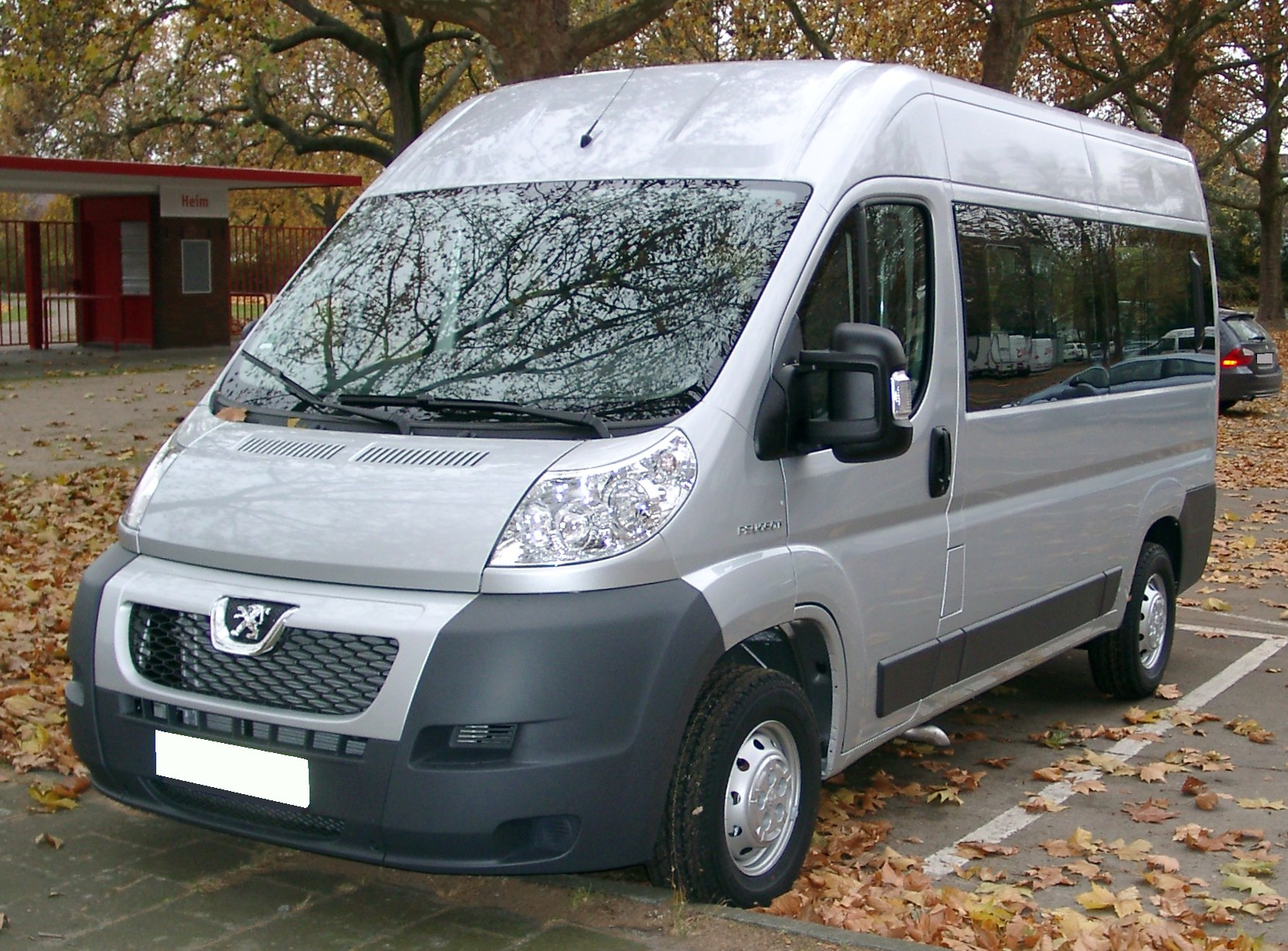
Un Boxer II

Un lieve restyling nel 2002 ha modificato il frontale e il posteriore del veicolo.

## Seconda serie
Nel 2006 è stata presentata la seconda serie del Boxer assieme alla seconda serie del Jumper e la terza serie del Ducato (quest'ultimo anche in versione maxi con capacità di carico e peso totale a terra aumentati a 17 m³ e 4 tonnellate). Nuovi i motori: 2.2 HDI (montato anche su veicoli Ford) e 3.0 HDI (Fiat).

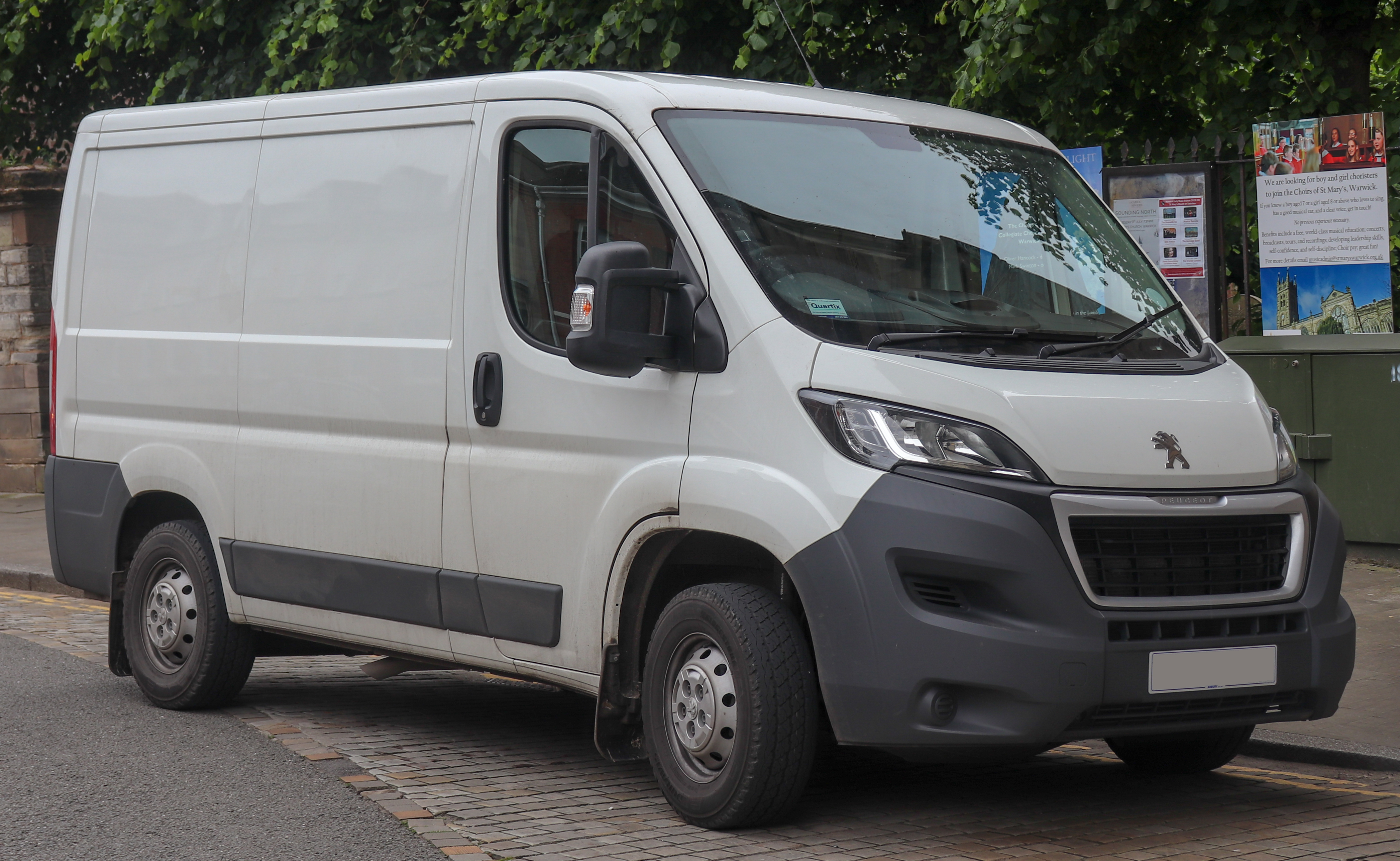
Una Peugeot Boxer 3ª serie del 2014

## Terza serie
Alla fine del 2014 ha debuttato, assieme alla terza serie del Citroën Jumper e alla quarta serie del Fiat Ducato, la terza serie del Peugeot Boxer.